# تدايسوت (أمهروق)
تدايسوت هو دُوَّار يقع بجماعة سيدي لامين، إقليم خنيفرة، جهة بني ملال خنيفرة في المملكة المغربية. ينتمي الدوّار لمشيخة أمهروق التي تضم 6 دواوير. يقدر عدد سكانه بـ 326 نسمة حسب الإحصاء الرسمي للسكان والسكنى لسنة 2004.

## روابط خارجية
- البوابة الوطنية للجماعات الترابية نسخة محفوظة 12 مارس 2018 على موقع واي باك مشين.
- المندوبية السامية للتخطيط